# Klužínek
Klužínek je vesnice, část obce Hvozd v okrese Prostějov. Nachází se asi 2,5 km na jih od Hvozdu. V roce 2009 zde bylo evidováno 56 adres. V roce 2001 zde trvale žilo 103 obyvatel.
Klužínek je také název katastrálního území o rozloze 3,01 km2.

## Název
Do poloviny 15. století je doložena jen nezdrobnělá podoba Klužín, která je založena na osobním jméně buď Klaus (to vzniklo z Nikolaus) nebo Klúza (odvozeném od klúzati). Jméno vsi označovalo majetek dané osoby.

## Obyvatelstvo

### Struktura
Vývoj počtu obyvatel za celou obec i za jeho jednotlivé části uvádí tabulka níže, ve které se zobrazuje i příslušnost jednotlivých částí k obci či následné odtržení.
| Místní části   | Místní části  | 1869 | 1880 | 1890 | 1900 | 1910 | 1921 | 1930 | 1950 | 1961 | 1970 | 1980 | 1991 | 2001 | 2011 |
| -------------- | ------------- | ---- | ---- | ---- | ---- | ---- | ---- | ---- | ---- | ---- | ---- | ---- | ---- | ---- | ---- |
| Počet obyvatel | část Klužínek | 247  | 263  | 299  | 282  | 305  | 300  | 294  | 188  | 182  | 147  | 123  | 112  | 103  | 79   |
| Počet domů     | část Klužínek | 38   | 45   | 49   | 51   | 54   | 57   | 59   | 60   | 51   | 43   | 40   | 49   | 51   | 50   |

## Fotogalerie

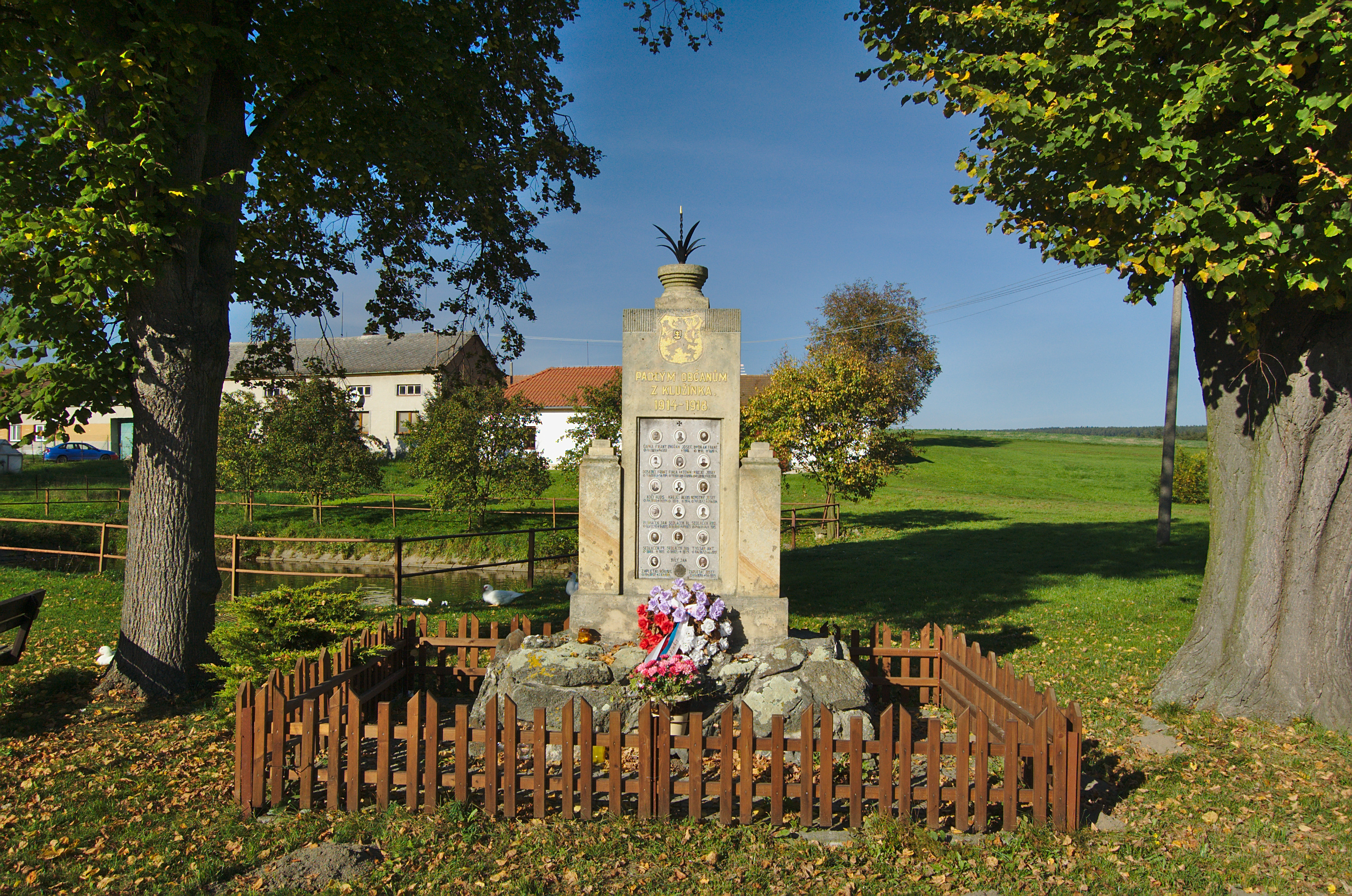
Pomník obětem první světové války
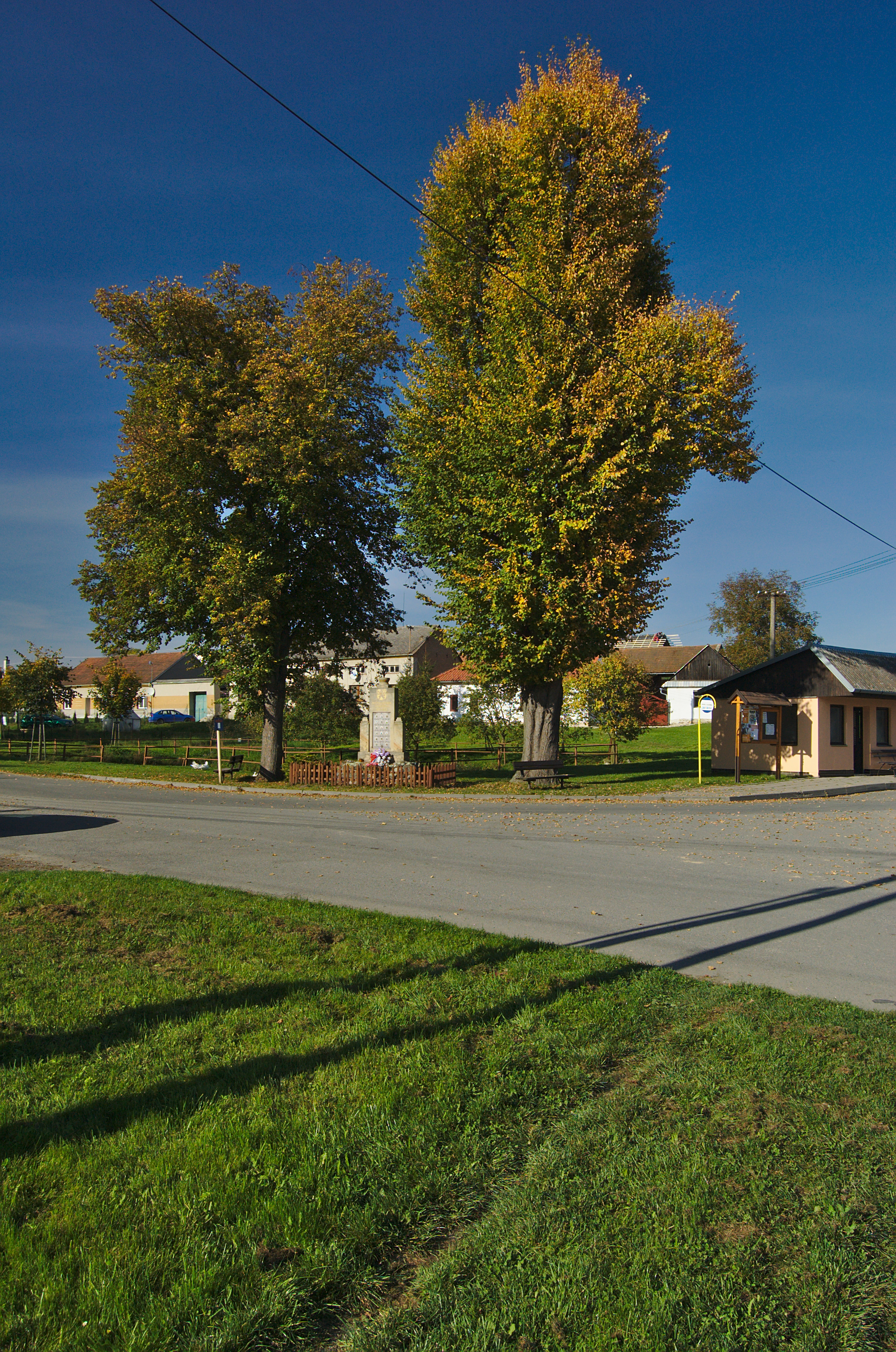
Náves
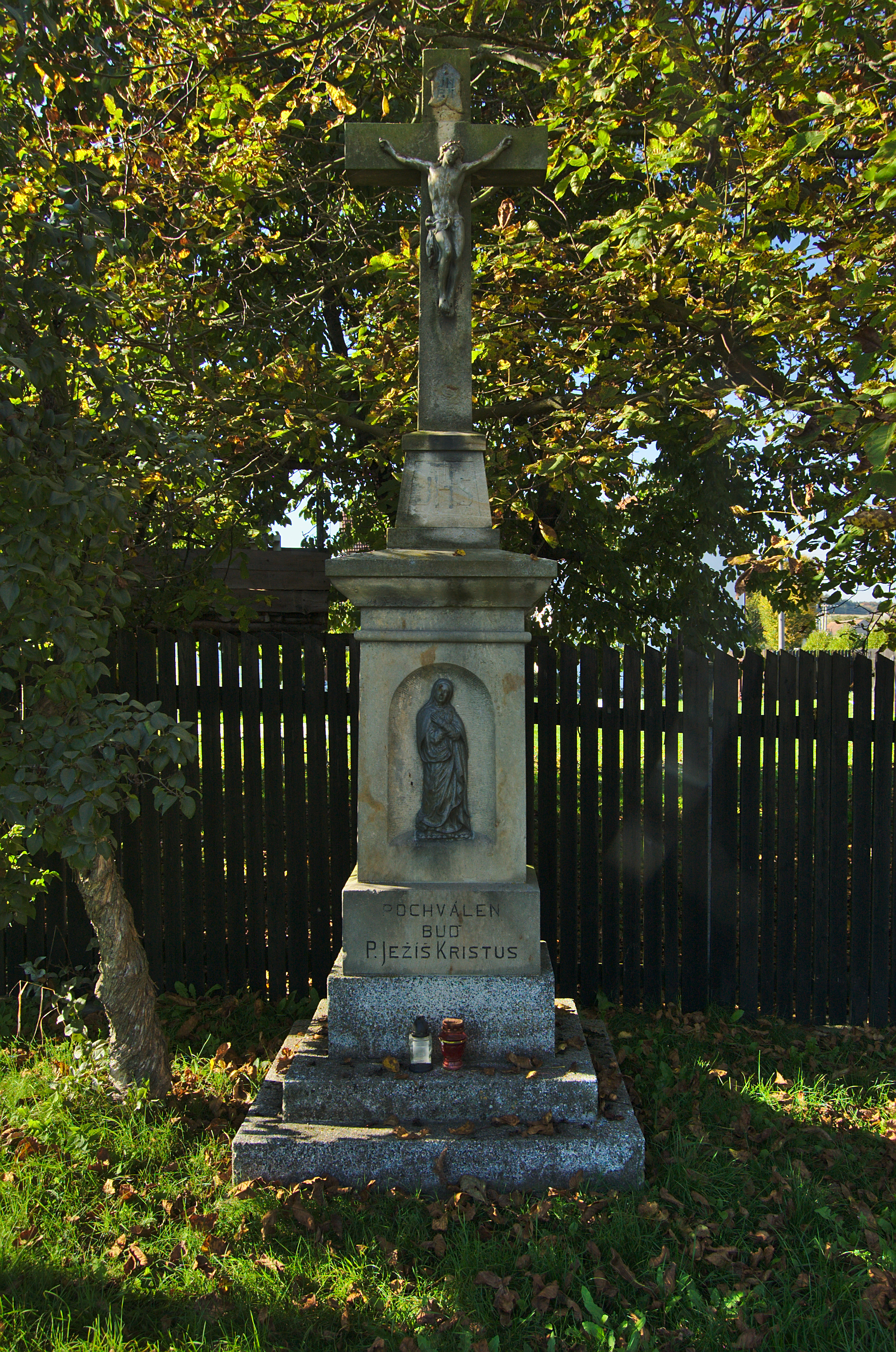
Kříž na konci obce ve směru na Ochoz